# Acido docosapentaenoico
L'acido docosapentaenoico (in sigla DPA ) è qualsiasi acido grasso a catena lineare con 22 atomi di carbonio e 5 doppi legami. Il DPA viene utilizzato principalmente per designare due isomeri :
- Acido di Osbond ovvero acido 4Z,7Z,10Z,13Z,16Z docosapentaenoico, cioè un acido grasso polinsaturo a lunga catena Omega-6
- acido clupanodonico ovvero acido 7Z,10Z,13Z,16Z,19Z docosapentaenoico, cioè un acido grasso polinsaturo a lunga catena Omega-3.

Sono anche comunemente chiamati DPA n-6 e DPA n-3, rispettivamente; queste designazioni descrivono la distanza (6 o 3 atomi di carbonio) del doppio legame dal carbonio (omega) all'estremità metilica della molecola. La differenza tra le due classi di acidi polinsaturi è biologicamente importante e le trasformazioni enzimatiche nei mammiferi, inclusi gli esseri umani, non possono trasformare un omega-3 in un omega-6 e viceversa. Sono considerati acidi grassi essenziali, che non vengono biosintetizzati e pertanto si devono ricavare dalla dieta per mantenere una salute normale .
Sono noti altri isomeri e epossi o idrossi acidi docosapentaenoici di poca o nessuna rilevanza biologica.